# Пушистый Иисус
«Пушистый Иисус», также Ecce Mono («Се обезьяна», от настоящего названия фрески лат. Ecce Homo — «Се человек» и исп. Mono — обезьяна) — шутливое название результата неудачной реставрации восьмидесятилетней прихожанкой Сесилией Хименес фрески Элиаса Гарсиа Мартинеса (1858—1934), находящейся в храме Милосердия в городе Борха, провинция Сарагоса, Испания.
Прихожанка с разрешения настоятеля церкви с 2010 по 2012 год реставрировала фреску начала XX века на евангелический сюжет Ecce Homo («Се человек»). Не имея знаний и опыта в области реставрации, Хименес решила написать образ Христа заново. Результат её трудов был признан специалистами «худшей реставрацией в истории живописи», а полученное изображение, похожее, по словам корреспондента BBC Europe Кристиана Фрейзера, на «мохнатую обезьяну в тунике», быстро стало популярным. Фреска стала массово известной под шутливым именем на смеси латыни и испанского «Ecce Mono» («Ce обезьяна»), представляющим собой пародию на оригинальное «Ecce Homo» («Се человек»), а в материалах и новостях BBC на волне популярности её называли «Христос-обезьяна» (англ. Monkey Christ).
Известие о намерении счистить работу Хименес и вернуть фреску к исходному состоянию вызвало протесты общественности. В защиту «отреставрированного» изображения была подана петиция, в которой указывалось, что работа пожилой прихожанки ценнее и интереснее оригинала столетней давности. «Пушистого Иисуса» называли ярким образчиком примитивизма и даже сравнивали с произведениями Гойи, Мунка и Модильяни. Впрочем, попытки вернуть фреску в первоначальное состояние не увенчались успехом: обнаружилось, что стена с изображением Христа не была обработана консервирующими защитными веществами, поэтому снять верхний слой краски, не повредив нижний, не представляется возможным.
Летом 2012 года фреску огородили, и церковь стала водить к ней экскурсии, взимая символическую плату в 3 евро. Узнав об этом, Сесилия Хименес потребовала у церкви часть собранных от туристов средств, чтобы направить их на благотворительность. Впоследствии стороны пришли к соглашению о разделении выручки с продажи сувениров и все собранные деньги в любом случае пошли на благотворительность и развитие города. За первый год после «реставрации» фрески Борху посетило более 40 тысяч туристов и было собрано более 50 тысяч евро.
Стремительная популярность и нелестные комментарии в интернете не остались незамеченными Сесилией Хименес, а некоторые из них «глубоко ранили» её. По её словам, она пыталась отреставрировать фреску «со всей любовью», а период популярности фрески и повышенного внимания СМИ к её персоне стал для неё очень тяжёлым в эмоциональном плане. Впрочем, благодаря поддержке жителей города и туристов, приехавших в Борху ради фрески, Сесилия смогла с этим справиться и впоследствии даже провела выставку других своих работ в этой же церкви. Также она считает, что в каком-то смысле её неудачная реставрация «пошла на пользу Борхе», принеся известность этому небольшому провинциальному городу.